# АЕС Дрезден

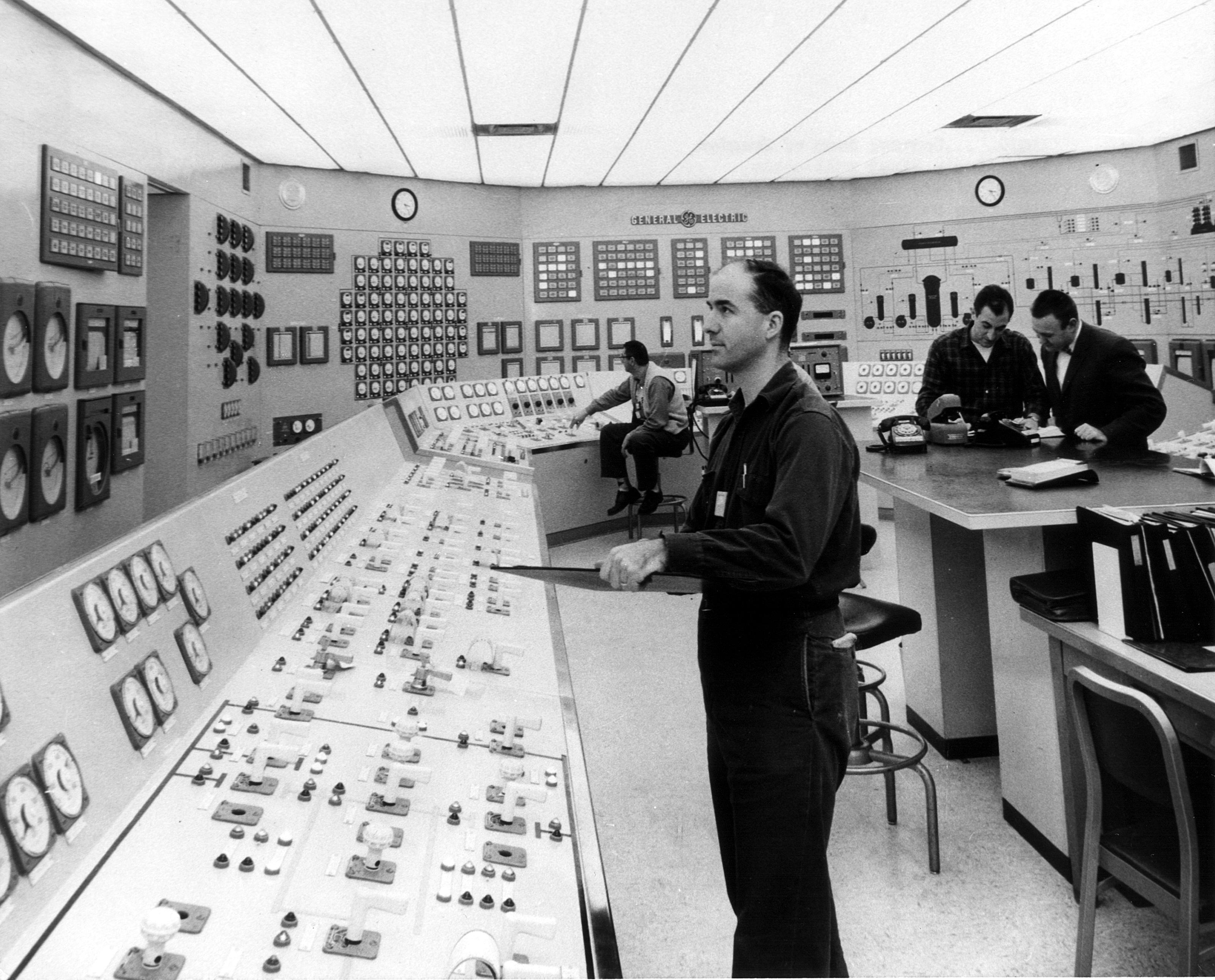
Диспетчерська станції Дрезден близько 1962 року

Атомна електростанція Дрезден (також відома як Дрезденська електростанція або Дрезденська атомна електростанція) — перша атомна електростанція, побудована в США за приватним фінансуванням. Дрезден 1 був запущений у 1960 році та виведений із експлуатації у 1978 році. З 1970 року в Дрездені працюють блоки 2 і 3, два BWR-3 киплячих ядерних реактори General Electric. Дрезденська електростанція розташована на ділянці в 386 га., в окрузі Гранді, штат Іллінойс, у витоку річки Іллінойс, поблизу міста Морріс. Це безпосередньо на північний схід від Morris Operation — єдиного де-факто сховища високоактивних радіоактивних відходів у Сполучених Штатах. Він обслуговує Чикаго та північну частину штату Іллінойс, здатний виробляти 867 мегават електроенергії з кожного з його двох реакторів, достатньо для живлення понад мільйона середніх американських будинків.
У 2004 році Комісія ядерного регулювання (NRC) продовжила експлуатаційні ліцензії для обох реакторів, продовживши термін їх дії з сорока до шістдесяти років.

## Блок 1

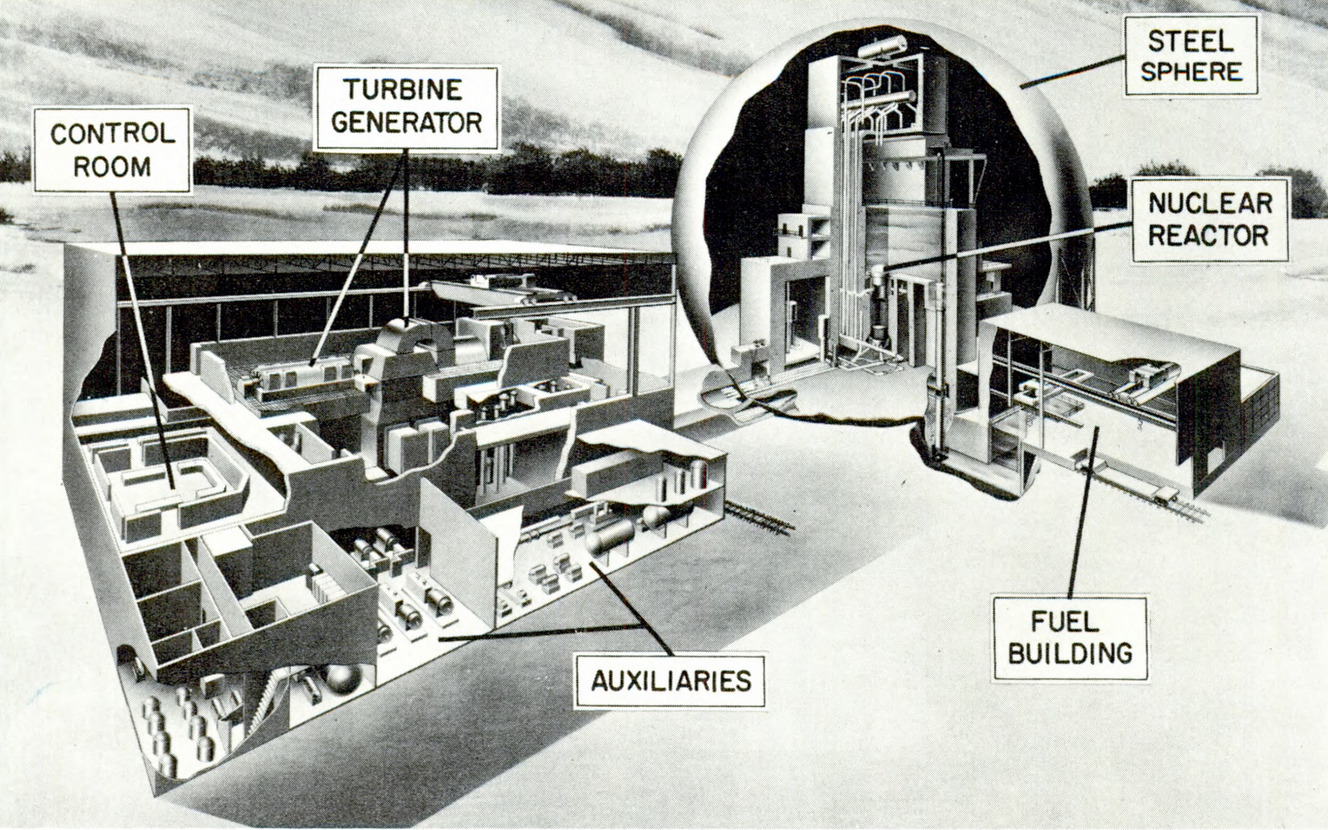
Всередині атомної електростанції Дрезден 1

Після того, як Закон про атомну енергію 1954 року дозволив приватним компаніям володіти та експлуатувати ядерні установки, Commonwealth Edison уклала контракт з General Electric на проектування, будівництво та введення в експлуатацію Дрезденського блоку 1 потужністю 192 МВт за 45 мільйонів доларів у 1955 році. Третину ціни контракту розділив консорціум із восьми компаній, що включає Nuclear Power Group Inc.
BWR у ядерному центрі Vallecitos GE та експерименти BORAX AEC надали дослідницькі дані та підготовку операторів для Дрездена.
Активна зона містила 488 паливних стрижнів, 80 тяг керування та 8 приладових форсунок. Кожен вузол містив 36 паливних стрижнів у каналі з цирконію-2. Паливом був двоокис урану, одягнений у цирконієву трубку. Теплова потужність активної зони становила 626 МВт. Корпус реактора був розрахований на 1015 psia і вимірюваний 12 футів 2 дюйми в діаметрі та 42 футів у висоту.

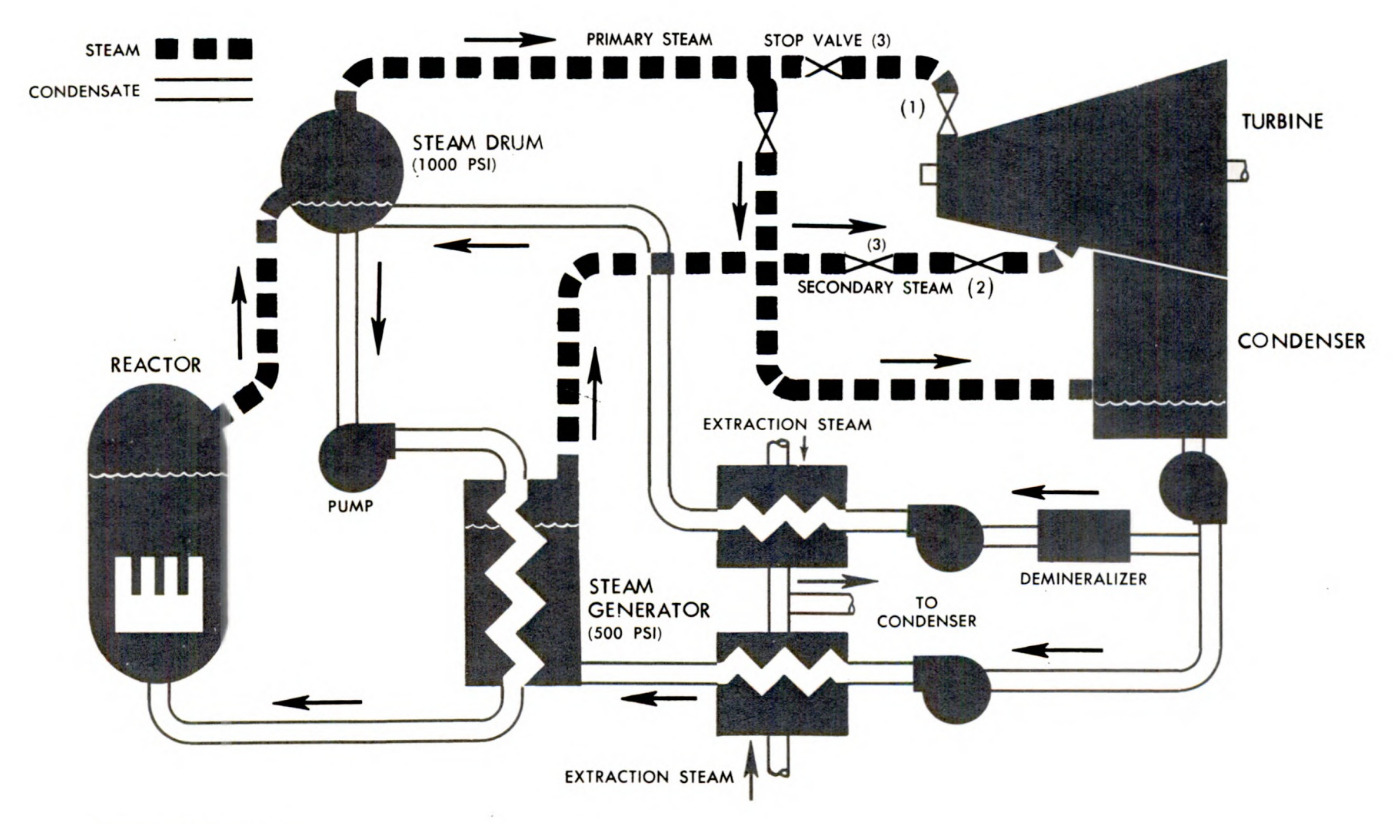
Схема ядерної АЕС Дрезден 1 був вторинний парогенератор для навантаження

Реактор мав подвійний цикл, коли пара надходила як з потокового барабана, так і з парогенераторів. Це дозволило швидко реагувати на зміни попиту на електроенергію. Потужність реактора регулювалася приведенням в дію клапана вторинного впуску регулятором турбіни. Зменшення швидкості вторинної пари зменшує потужність реактора, і навпаки. Таким чином, вторинний тиск змінюється залежно від зовнішнього навантаження.

## Охолодження
Установка має три режими охолодження:
- Режим прямого відкритого циклу:[a] Забір із каналу, що веде до річки Канкакі[b], скидає безпосередньо до річки Іллінойс. Система охолоджуючих каналів, озеро-охолоджувач і додаткові градирні повністю обходяться в цьому режимі роботи.
- Непрямий режим відкритого циклу:[c] Забір із каналу, що веде до річки Канкакі[d], скидання в канал охолодження, що веде до Дрезденського охолоджуючого озера[e], скидається з озера через зворотний охолоджуючий канал, який зрештою впадає в річку Іллінойс. Використання градирень для додаткового охолодження води системи каналів зазвичай необхідне при цьому режимі роботи.

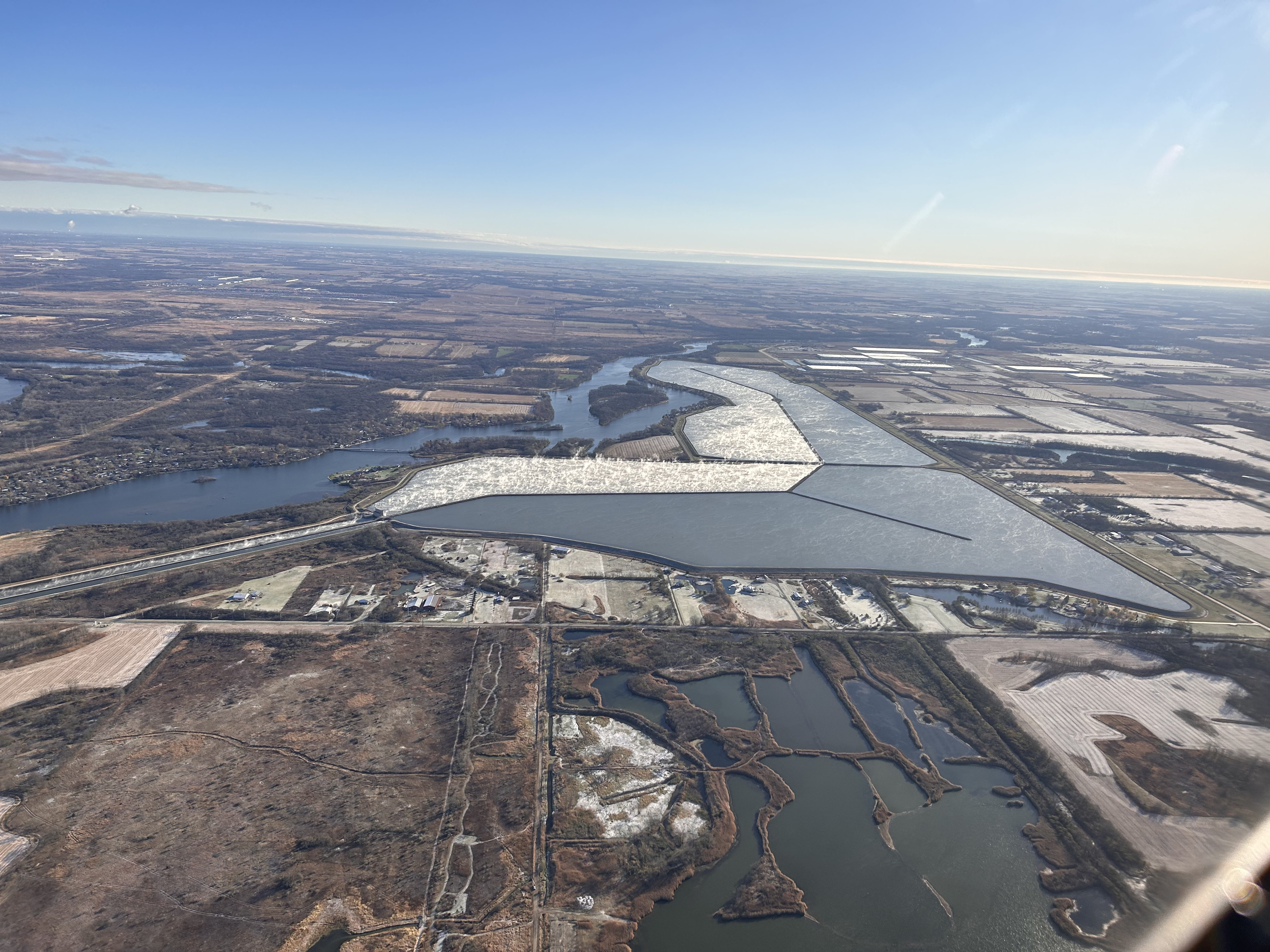
Дрезденське охолоджувальне озеро

- Режим замкнутого циклу:[f] Забір із зворотного охолоджувального каналу, що веде назад від Дрезденського охолоджувального озера[g], випуск до охолоджувального каналу, що веде до Дрезденського охолоджувального озера[e]. Використання градирень для додаткового охолодження води системи каналів зазвичай не є необхідним під час цього режиму роботи.

Вона також має градирні

## Інциденти
У період з 1970-х по 1996 рік Дрезден був оштрафований на 1,6 мільйона доларів за 25 інцидентів.
- 5 червня 1970: хибний сигнал високого тиску через збій приладу в системі контролю тиску реактора Дрезден II спричинив скидання пари з клапанів турбіни («відключення турбіни»), що, у свою чергу, автоматично ініціювало SCRAM. Колапс пустот у воді реактора спричинив падіння рівня води в реакторі, що призвело до автоматичного збільшення потоку живильної води. Тоді насоси живильної води спрацювали через низький тиск всмоктування. Один насос увімкнувся автоматично, коли сигнал низького тиску всмоктування скинувся, швидко подаючи воду в корпус реактора з нижчим тиском. Рівень води в реакторі швидко піднявся, поки вода не потрапила в головні паропроводи. У цей момент помилковий сигнал високого тиску зник. Зливні клапани турбіни закрилися, збільшуючи протитиск у корпусі реактора та сповільнюючи потік живильної води на вході. Температура охолоджувальної води в реакторі викликала подальший колапс порожнечі. Рівень води в реакторі знову почав швидко знижуватися. Це знову призвело до того, що система живильної води збільшила швидкість потоку в резервуар і почала підвищувати рівень води в реакторі. Оскільки охолоджену живильну воду знову швидко закачували в реактор, колапс пустоти спричинив зниження рівня води. Система живильної води відреагувала збільшенням потоку живильної води. Однак стрілка індикатора на самописці рівня води застрягла, що змусило оператора припустити, що рівень у реакторі припинився. Оператор почав збільшувати потік живильної води, щоб підняти рівень води в реакторі, вручну перекриваючи автоматичну систему керування. Оператор ніколи не перевіряв другий індикатор, який показував підвищення рівня. Рівень води в реакторі продовжував зростати і затопив магістральні паропроводи. Через дві хвилини оператор постукав по реєстратору рівня води, і стрілка рівня води відклеїлася, після чого оператор почав реагувати на високий рівень води, зменшивши вручну потік живильної води. У цей момент оператор вручну відкрив запобіжний клапан паропроводу, щоб зменшити зростання тиску в реакторі. Однак через раннє введення води в основні паропроводи в паропроводах стався гідростатичний удар, який спричинив відкриття запобіжного клапана, впускаючи пару та воду в свердловину, викликаючи підвищення тиску в свердловині. Це спричинило запуск систем безпечного впорскування, і протягом наступних 30 хвилин рівень води в реакторі та тиск гойдалися, оскільки оператори намагалися стабілізувати реактор. Лише через дві години рівень у реакторі, тиск у реакторі та тиск у сухому колодязі знизилися до норми[3]. Початковий сюжет фільму «Китайський синдром» заснований на цій події: голка відклеюється, коли оператор стукає по диктофону[4].
- 8 грудня 1971: Події, подібні до тих, що минули рік на Дрездені II, відбуваються на Дрездені III[3].
- 15 травня 1996: Зниження рівня води навколо ядерного палива в активній зоні реактора блоку 3[5] призвело до зупинки Дрезденської генерувальної станції та включення до «контрольного списку» NRC, що заслуговує на пильнішу перевірку з боку регулюючих органів. Дрезден був у списку спостереження NRC шість із дев’яти років між 1987-1996 роками, довше, ніж будь-який із 70 інших діючих заводів у країні[6].
- 15 липня 2011: Завод оголосив тривогу о 10:16 ранку після того, як хімічний витік гіпохлориту натрію обмежив доступ до життєво важливої зони, де розміщені насоси охолоджувальної води[7].

## Виробництво електроенергії
| Year | Jan       | Feb       | Mar       | Apr       | May       | Jun       | Jul       | Aug       | Sep       | Oct       | Nov       | Dec       | Annual (Total) |
| ---- | --------- | --------- | --------- | --------- | --------- | --------- | --------- | --------- | --------- | --------- | --------- | --------- | -------------- |
| 2001 | 1,193,458 | 1,054,333 | 1,187,102 | 981,943   | 1,132,442 | 1,127,280 | 1,031,337 | 1,135,702 | 932,498   | 892,446   | 945,681   | 924,451   | 12,538,673     |
| 2002 | 1,234,842 | 1,108,990 | 1,059,816 | 1,186,361 | 1,210,951 | 1,176,948 | 1,133,199 | 1,210,328 | 1,097,968 | 797,663   | 1,223,682 | 1,145,176 | 13,585,924     |
| 2003 | 1,246,460 | 1,160,493 | 1,250,523 | 1,242,216 | 1,212,105 | 1,058,939 | 1,293,159 | 1,291,997 | 1,230,004 | 847,958   | 941,888   | 901,425   | 13,677,167     |
| 2004 | 1,216,081 | 1,157,391 | 1,286,564 | 1,113,658 | 954,565   | 1,250,516 | 1,294,621 | 1,075,250 | 1,006,250 | 1,131,669 | 1,176     | 858,976   | 12,346,717     |
| 2005 | 1,296,266 | 1,149,577 | 1,203,983 | 1,153,170 | 1,211,033 | 1,220,520 | 1,288,247 | 1,227,178 | 943,039   | 1,264,403 | 373,412   | 1,291,625 | 13,622,453     |
| 2006 | 1,295,498 | 1,164,240 | 1,292,561 | 1,248,987 | 1,281,759 | 1,245,263 | 1,232,623 | 1,284,318 | 1,246,890 | 1,290,115 | 568,728   | 1,291,064 | 14,442,046     |
| 2007 | 1,294,287 | 1,163,545 | 1,293,573 | 1,253,535 | 1,199,725 | 1,248,937 | 1,291,916 | 1,281,698 | 1,202,803 | 1,228,109 | 783,991   | 1,288,662 | 14,530,781     |
| 2008 | 1,085,546 | 1,211,845 | 1,289,661 | 1,252,854 | 1,292,759 | 1,248,659 | 1,291,802 | 1,283,863 | 1,092,984 | 1,208,852 | 832,043   | 1,293,977 | 14,384,845     |
| 2009 | 1,297,183 | 1,161,648 | 1,283,016 | 1,186,675 | 1,282,268 | 1,246,218 | 1,289,811 | 1,286,199 | 1,242,479 | 1,201,845 | 578,552   | 1,211,519 | 14,267,413     |
| 2010 | 1,307,507 | 1,180,006 | 1,301,495 | 1,254,920 | 1,282,526 | 1,248,695 | 1,283,631 | 1,282,172 | 1,248,247 | 1,185,775 | 712,494   | 1,305,655 | 14,593,123     |
| 2011 | 1,311,449 | 1,174,027 | 1,306,344 | 1,262,166 | 1,279,032 | 1,248,876 | 1,258,176 | 1,278,908 | 1,244,684 | 971,176   | 1,041,964 | 1,337,521 | 14,714,323     |
| 2012 | 1,346,736 | 1,251,071 | 1,320,626 | 1,281,096 | 1,297,546 | 1,265,316 | 1,259,150 | 1,265,070 | 1,140,079 | 1,262,012 | 862,794   | 1,250,504 | 14,802,000     |
| 2013 | 1,385,187 | 1,256,336 | 1,383,409 | 1,330,425 | 1,342,703 | 1,311,561 | 1,353,411 | 1,347,863 | 1,309,659 | 1,166,351 | 866,361   | 1,359,206 | 15,412,472     |
| 2014 | 1,372,469 | 1,258,105 | 1,384,760 | 965,983   | 1,265,939 | 1,314,171 | 1,359,344 | 1,353,622 | 1,296,753 | 1,237,769 | 936,656   | 1,383,369 | 15,128,940     |
| 2015 | 1,302,562 | 1,099,619 | 1,377,180 | 1,323,646 | 1,334,905 | 1,304,534 | 1,361,087 | 1,355,055 | 1,310,891 | 1,316,146 | 872,051   | 1,230,682 | 15,188,358     |
| 2016 | 1,392,370 | 1,295,151 | 1,360,106 | 1,320,647 | 1,329,951 | 1,299,800 | 1,350,994 | 1,328,256 | 1,240,328 | 1,185,785 | 969,514   | 1,370,991 | 15,443,893     |
| 2017 | 1,390,462 | 1,246,232 | 1,379,854 | 1,317,074 | 1,351,025 | 1,308,476 | 1,351,499 | 1,355,759 | 1,229,144 | 1,195,284 | 943,489   | 1,376,584 | 15,444,882     |
| 2018 | 1,395,679 | 1,255,218 | 1,374,523 | 1,329,334 | 1,336,410 | 1,281,471 | 1,337,561 | 1,343,205 | 1,275,664 | 1,190,411 | 1,057,082 | 1,361,577 | 15,538,135     |
| 2019 | 1,372,972 | 1,263,033 | 1,382,807 | 1,328,485 | 1,225,938 | 1,316,784 | 1,346,740 | 1,333,857 | 1,138,813 | 1,135,829 | 1,002,013 | 1,234,444 | 15,081,715     |
| 2020 | 1,284,207 | 1,302,119 | 1,380,077 | 1,299,281 | 1,348,037 | 1,304,960 | 1,339,834 | 1,236,034 | 1,290,826 | 1,139,730 | 1,170,837 | 1,382,956 | 15,478,898     |
| 2021 | 1,391,356 | 1,260,404 | 1,374,530 | 1,319,595 | 1,148,772 | 1,304,960 | 1,353,735 | 1,340,707 | 1,301,614 | 909,872   | 870,624   | 1,383,721 | 14,959,890     |

## Навколишнє населення
Комісія з ядерного регулювання визначає дві зони планування на випадок надзвичайних ситуацій навколо атомних електростанцій: зону впливу шлейфу радіусом 16 км, пов’язаних насамперед з впливом та вдиханням радіоактивного забруднення, що передається повітрям, і зоною шляхів ковтання близько 80 км, пов’язаних насамперед із прийомом їжі та рідини, забрудненої радіоактивністю.
Населення США в радіусі 16 км., згідно з аналізом даних перепису населення США для msnbc.com, площа Дрездена склала 83 049 , збільшившись на 47,6% за десятиліття. У 2010 році населення США в радіусі 80 км., склав 7 305 482, збільшившись на 3,5 відсотка з 2000 року. Міста в межах 50 миль включають Чикаго (43 милі до центру міста).

## Сейсмічний ризик
Відповідно до дослідження NRC, опублікованого в серпні 2010 року, оцінка Комісії з ядерного регулювання щорічного ризику землетрусу, достатнього для того, щоб спричинити пошкодження активної зони реактора в Дрездені, становила 1 з 52 632.

## Відвернене закриття
У серпні 2020 року Exelon оголосила, що закриє завод у листопаді 2021 року з економічних причин, незважаючи на те, що завод має ліцензії на роботу ще приблизно на 10 років і можливість продовжити ліцензії на додаткові 20 років після цього. 13 вересня 2021 року сенат штату Іллінойс ухвалив законопроект про субсидування атомних станцій у Байроні та Дрездені, який губернатор Дж. Б. Прітцкер підписав як закон 15 вересня, а Exelon оголосив, що заправлятиме паливом електростанції.

## Інформація про енергоблоки
| Енергоблок | Тип реакторів       | Потужність | Потужність | Початок будівництва | Пуск       | Підключення до мережі | Введення в експлуатацію | Закриття   |
| Енергоблок | Тип реакторів       | Чистий     | Брутто     | Початок будівництва | Пуск       | Підключення до мережі | Введення в експлуатацію | Закриття   |
| ---------- | ------------------- | ---------- | ---------- | ------------------- | ---------- | --------------------- | ----------------------- | ---------- |
| Дрезден-1  | BWR                 | 197 МВт    | 207 МВт    | 01.05.1956          | 15.10.1959 | 15.04.1960            | 04.07.1960              | 31.10.1978 |
| Дрезден-2  | BWR, BWR-3 (Mark 1) | 894 МВт    | 950 МВт    | 10.01.1966          | 07.01.1970 | 13.04.1970            | 09.06.1970              | —          |
| Дрезден-3  | BWR, BWR-3 (Mark 1) | 879 МВт    | 935 МВт    | 14.10.1966          | 12.01.1971 | 22.07.1971            | 16.11.1971              | —          |